# Медаль «За взаимодействие с ФСБ России»
Меда́ль «За взаимоде́йствие с ФСБ Росси́и» — ведомственная награда ФСБ России. Учреждена приказом ФСБ России № 277/ДСП от 16 мая 2001 года (в редакции приказа ФСБ России № 642 от 7 декабря 2001 года)

## Правила награждения
Согласно Положению медалью «За взаимодействие с ФСБ России» награждаются граждане Российской Федерации, граждане иностранных государств, оказывающие содействие в решении возложенных на органы федеральной службы безопасности задач, за личные заслуги в укреплении безопасности Российской Федерации, за результативную деятельность, направленную на защиту и укрепление конституционного строя Российской Федерации.
К награждению медалью могут быть представлены:
- сотрудники федеральных органов исполнительной власти, в которых предусмотрена военная служба, сотрудники правоохранительных органов:
  - за значительный личный вклад в достижение положительных результатов, полученных в ходе совместной деятельности с органами безопасности;
  - за значительный личный вклад в организацию координации и взаимодействия с органами безопасности;
  - за иные заслуги в укреплении сотрудничества и взаимодействия с органами безопасности;
- иные граждане Российской Федерации:
  - за активное личное содействие органам безопасности в деле обеспечения безопасности Российской Федерации, защиту и укрепление конституционного строя Российской Федерации;
  - за иные заслуги в укреплении сотрудничества и взаимодействия с органами безопасности;
- граждане иностранных государств (с согласия директора ФСБ России, полученного в установленном порядке):
  - за проведение совместных с органами безопасности результативных мероприятий, направленных на укрепление безопасности Российской Федерации, защиту и укрепление конституционного строя Российской Федерации;
  - за иные заслуги в организации координации и взаимодействия, укреплении содружества с органами безопасности.

Повторное награждение медалью не допускается.